# Annabelle: Creation
Annabelle: Creation is een Amerikaanse horrorfilm uit 2017, geregisseerd door David F. Sandberg en geschreven door Gary Dauberman. Het is een prequel van Annabelle uit 2014 en het is de vierde film in de The Conjuring Universe. De film vertelt het verhaal over de oorsprong van de bezeten pop Annabelle. De hoofdrollen worden vertolkt door Stephanie Sigman, Talitha Bateman, Lulu Wilson, Grace Fulton, Anthony LaPaglia en Miranda Otto.

## Verhaal
Het verhaal richt zich op een poppenmaker en zijn vrouw, wier dochter Annabelle twaalf jaar daarvoor overleed door een tragisch ongeluk. De twee besluiten om hun huis open te stellen voor een non en meisjes uit een onlangs gesloten weeshuis. Al snel worden zij het doelwit van de bezeten creatie van de poppenmaker, Annabelle.

## Rolverdeling
| - Stephanie Sigman als zuster Charlotte - Talitha Bateman als Janice - Lulu Wilson als Linda - Philippa Coulthard als Nancy - Grace Fulton als Carol - Lou Lou Safran als Tierney - Samara Lee als Annabelle Mullins - Tayler Buck als Kate | - Anthony LaPaglia als Samuel Mullins - Miranda Otto als Esther Mullins - Mark Bramhall als priester Massey - Adam Bartley als officier Fuller - Alicia Vela-Bailey als kwaadaardige Esther Mullins - Lotta Losten als adoptiebemiddelaar - Bonnie Aarons als de demonische non Valak (cameo) |

## Productie
In oktober 2015 werd bevestigd dat er een vervolg op de film Annabelle in productie was. David F. Sandberg verving de rol van John R. Leonetti als regisseur in maart 2016. Gary Dauberman keert ook in de tweede film terug als scenarioschrijver en Safran en Wan als producent. De filmopnames gingen van start op 27 juni 2016 in Los Angeles, Californië en waren twee maanden later voltooid. In maart 2017 onthulde Sandberg de naam van de film: Annabelle: Creation.

## Bioscooprelease
De film stond gepland voor release op 19 mei 2017, maar werd verschoven om de competitie te vermijden met de film Alien: Covenant. De film ging tijdens het Los Angeles Film Festival op 19 juni 2017 in première. Annabelle: Creation werd op 10 augustus 2017 uitgebracht in Nederland door Warner Bros. Pictures.